# Carl Ludwig von Cocceji
Carl Ludwig von Cocceji (wymowa: kok’ce:ji, ur. 1724, zm. 12 lipca 1808 w Głogowie) – pruski szlachcic, wiceprezydent rejencji w Głogowie.
Syn Samuela i Johanny Charlotte von Beschefer (zm. 3 maja 1765), brat m.in. generała Karola Fryderyka i pułkownika Johanna Heinricha (1725–1785). W 1749 ożenił się potajemnie z Barbarą Campanini. Jego ojciec starał się zdyskredytować to małżeństwo, ponieważ Barbara dalej pozostawała w dwuznacznym związku z Fryderykiem II; domagał się nawet jej ekstradycji do Włoch. Na polecenie króla razem wyjechali do Głogowa, gdzie objął urząd wiceprezydenta rejencji, który pełnił do śmierci. W 1759 doszło do separacji, lecz z żoną rozwiódł się dopiero w 1788.
Barbara, po rozstaniu z mężem, od Juliany z d. Malzan (1710–1763) kupiła posiadłość w Barszowie z folwarkami Kalinówka i Płoszyce, w której w 1789 roku założyła konwent dla dziewcząt ze zubożałych rodzin szlacheckich Fräuleinstift. Fundacja utrzymała się do I wojny światowej. Za utworzenie fundacji z rąk Fryderyka Wilhelma II otrzymała tytuł hrabiny de Barshau i prawo do noszenia orderu jej imienia Orden des Gräflich Campaninischen Fräuleinstiftes. Dewiza orderu brzmiała Virtuti asylum („Schronienie dla cnoty”).

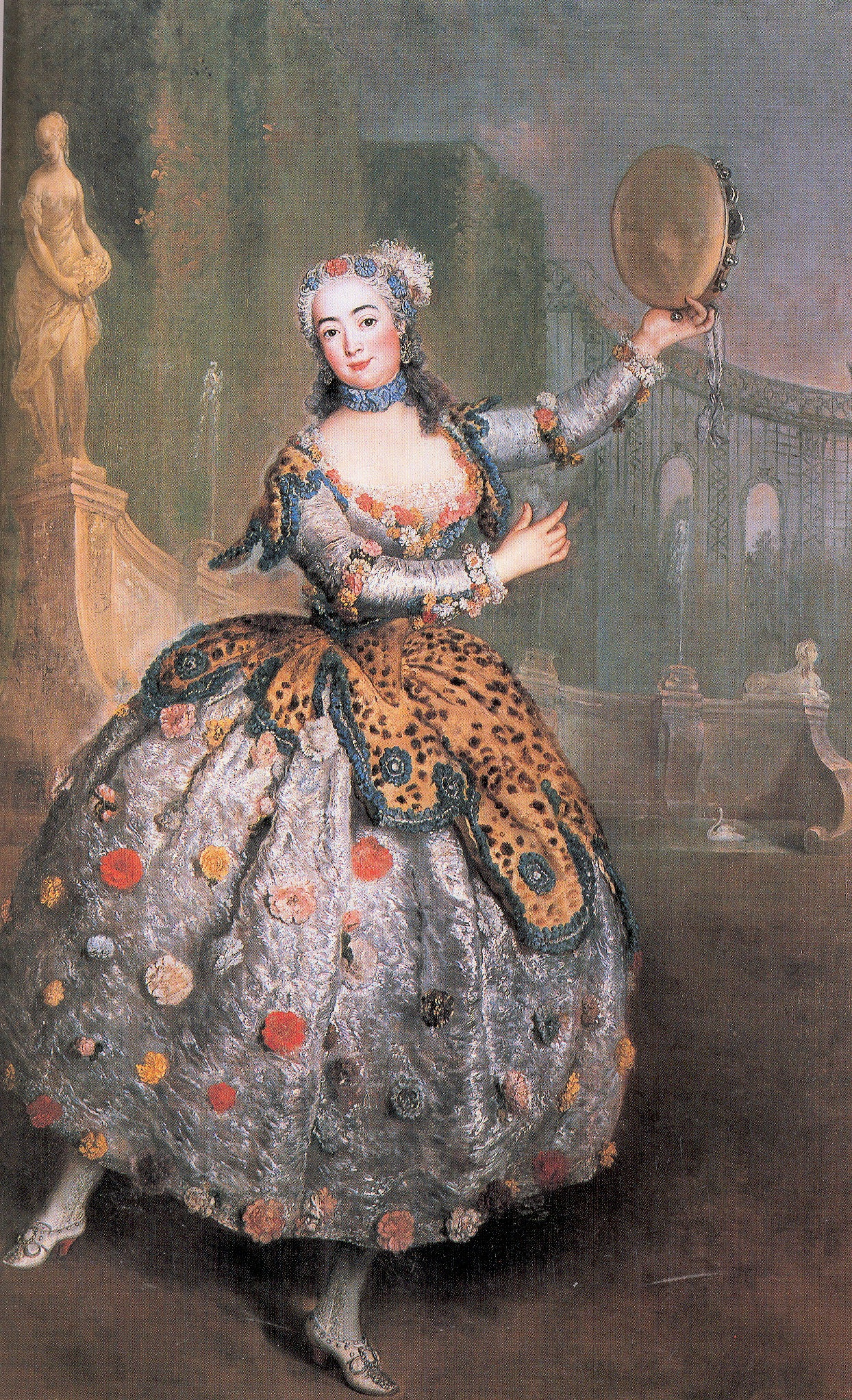
Barbara, żona Carla